# キュロス2世
キュロス2世（古代ペルシア語: 𐎤𐎢𐎽𐎢𐏁, ラテン文字転写: Kuruš、古代ギリシア語: Κῦρος キューロス、ペルシア語: کوروش、紀元前576年頃 - 紀元前529年）は、アケメネス朝ペルシア帝国の初代国王（諸王の王、紀元前559年 - 紀元前529年）。古代エジプトを除く全ての古代オリエント諸国を統一して空前の大帝国を建設した。現代のイランにおいてもキュロス大王をイランの建国者とする動きがある。

## 名前

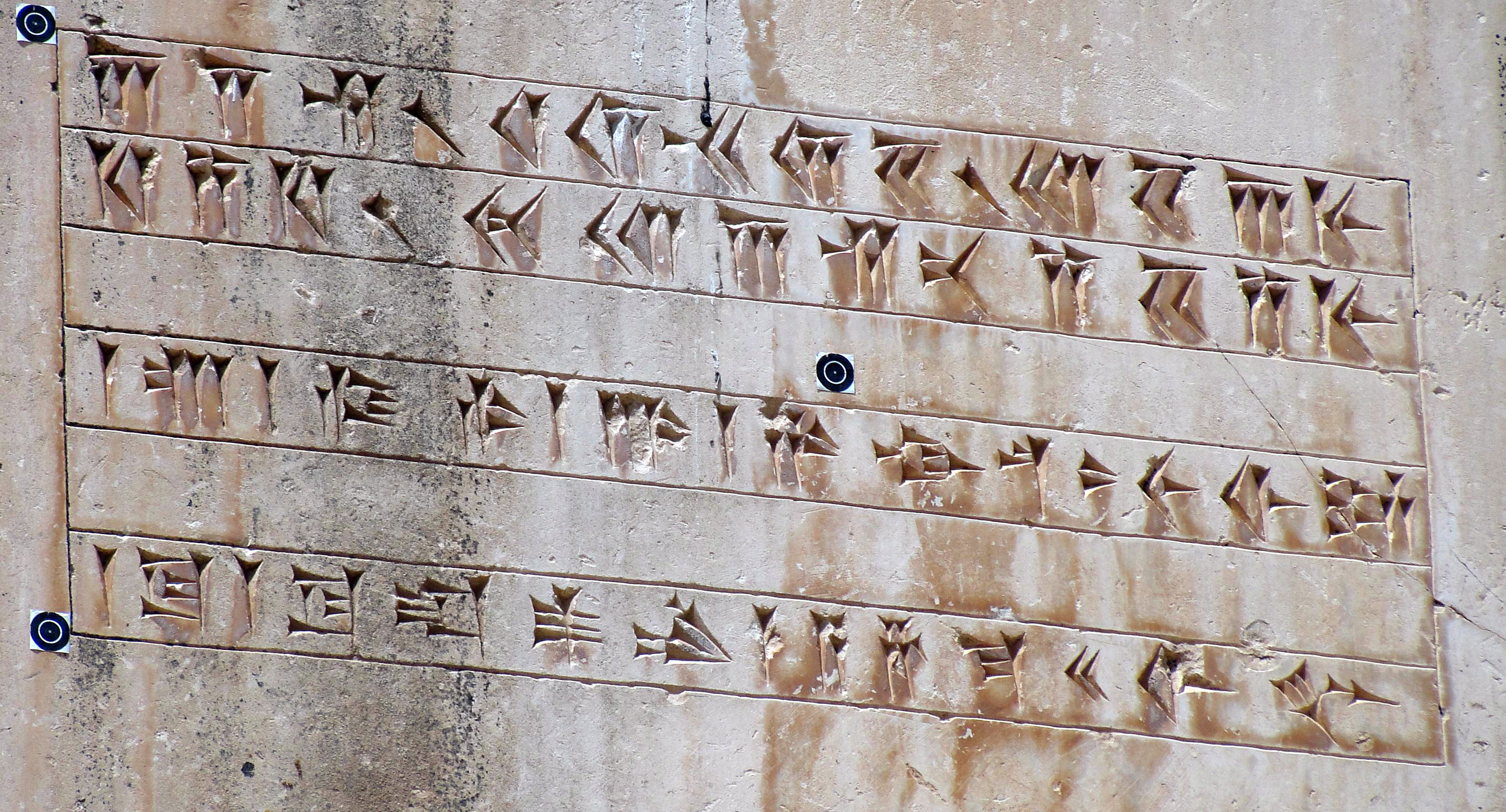

古代ペルシア語名はクルシュ。古代ギリシア語名はキューロス。古典ヘブライ語名はコレシュ（ヘブライ語: כורש）。同名の王子小キュロスと区別して「大キュロス」、キュロス大王、同名のアンシャン王キュロス1世と区別してキュロス2世と呼ばれる。

## 生涯

### 出生
古代ギリシャの歴史家ヘロドトスの記録によれば、キュロスはペルシア王国の王である父カンビュセス1世と母マンダネ（メディア王アステュアゲスの娘）の間に、王子として生まれた。当時のペルシア王国はメディア王国に従属する小王国にすぎなかった。ペルシアの王都はアンシャンにあり、ペルシア国王はアンシャン王の称号も代々保持していた。アンシャンはエラムの故地でもあり、エラム語やエラムの諸制度を引き継いでいたものの、エラム王国自体は衰退して西部のスサ周辺のみを領有するようになっていた。紀元前559年にキュロスは即位し、ペルシア王国第7代の王（紀元前559年-紀元前550年）となった。

### メディア王国への反乱
紀元前552年にメディアに反乱を起こした（en:Persian Revolt、en:Battle of Hyrba）。紀元前550年にメディア王に恨みを抱いていたメディアの将軍ハルパゴスの裏切りもあり（en:Battle of the Persian Border）、メディアの首都エクバタナを攻略してメディア王アステュアゲスを打倒し、宗主国メディアを滅ぼした。この時をもって、統一王朝としてのアケメネス朝が始まったとされる。キュロスはエクバタナを制圧するとメディア領土全域の制圧に乗り出し、これを支配した。

### リュディア王国征服
次に不死身の1万人（不死隊）と呼ばれた軍団を率いて小アジア西部のリュディア王国に攻め込んだ。紀元前547年秋のプテリアの戦いでは引き分けたが、同年10月のテュンブラの戦いではリュディア王クロイソスを破り、続いて首都サルディス攻囲戦でリュディアを征服した。ヘロドトスによればその時キュロスはクロイソスを火刑に処そうとしたが、クロイソスがアポロンに嘆願すると突如雨が降って火を消したため、キュロスはクロイソスの命を助けた。その後、クロイソスはキュロスに参謀的な役割で仕えた。この後、さらにハルパゴスに命じてカリア、リュキア、イオニアのギリシア人ポリスといったアナトリア西端のエーゲ海沿岸地方を恭順させた。紀元前546年には旧ペルシア地方に新首都パサルガダエの建設を始めた。

### 新バビロニア征服

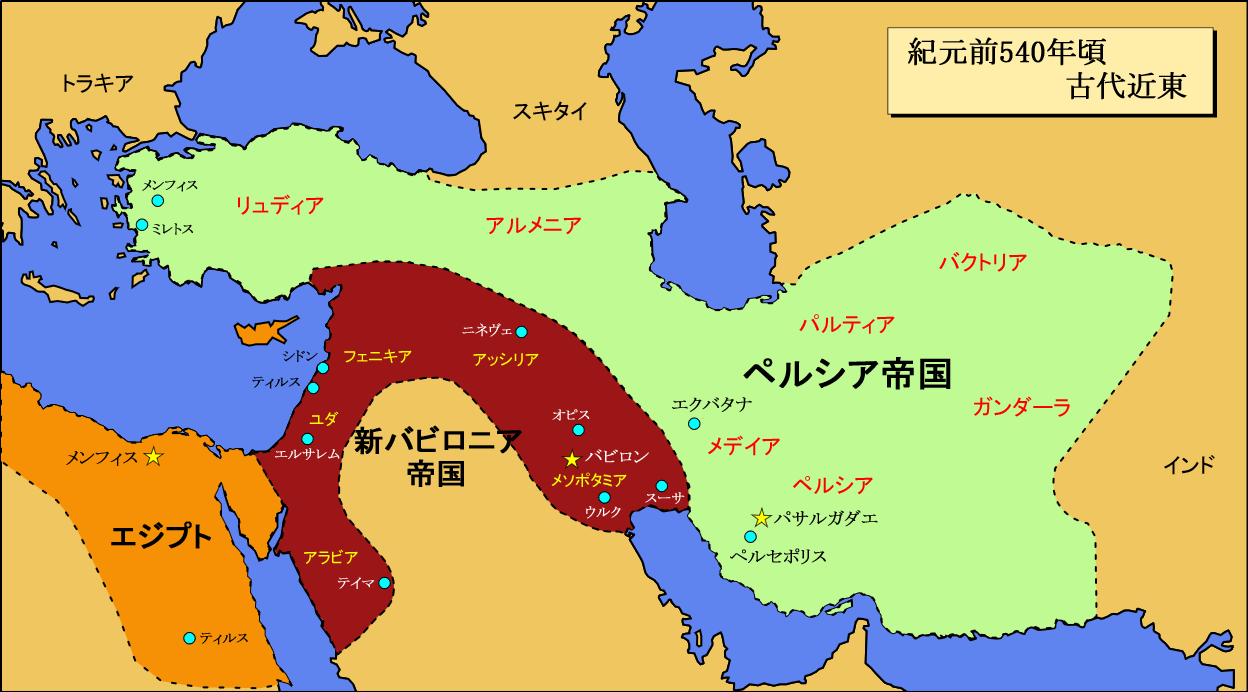
キュロス2世のバビロン侵攻直前の古代近東

紀元前540年にはスサを陥落させ、エラム王国を滅ぼした。キュロスの征服活動は止まる暇もなく、その翌年の紀元前539年にオピスの戦いでナボニドゥス率いる新バビロニア王国軍を大敗させ、10月29日にバビロンに入城して「諸王の王」と号した。紀元前538年または紀元前537年に「キュロスの勅令」を発し、バビロン捕囚にあったユダヤ人をはじめ、バビロニアにより強制移住させられた諸民族を解放した。キュロスは被征服諸民族に対して寛大に扱い、旧約聖書においてもユダヤ人を解放する唯一の非ユダヤ人メシア（救世主）であると評された（イザヤ書45章1節）。またこのとき、キュロスは新バビロニアのネブカドネザル2世によって略奪されていたエルサレム神殿の什器を返還し、エルサレムに神殿の再建を命じた。この再建は難航し、紀元前520年ごろに第二神殿が完成した時にはキュロスはすでに死去していたものの、キュロス以降も継続された宗教寛容政策に彼への尊敬も相まってか、ユダヤ人はアケメネス朝の統治下においては一度も反乱を起こさなかった。キュロスは子のカンビュセス2世にバビロンの統治を命じ、旧バビロニアの統治機構をそのまま利用して統治を進めた。この時期にキュロスは宣撫文書としてキュロスの円筒印章を作らせ、ペルシアの統治の正当性を主張させた。

### 中央アジア征服
彼はさらに東方辺境に転戦して、バクトリアやソグディアナを征服し、サカを従属させて、この地域の総督としてスメルディス王子を置いた。こうしてキュロスは、東はヤクサルテス川（古希: Ἰαξάρτης）から西は小アジアに至る広大なペルシア王国を建設した。

### マッサゲタイとの戦いと崩御

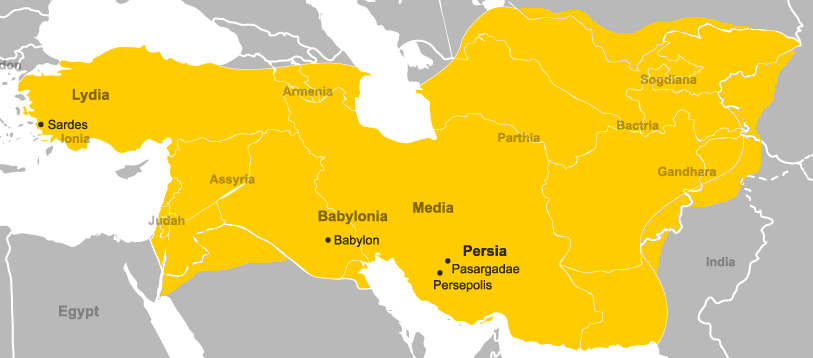
キュロス2世戦没時のアケメネス朝領土

ヘロドトスは著書『ヒストリアイ』の中で、キュロスは、トミュリス女王率いるマッサゲタイ人との戦いで戦死したという説を伝えている。しかしすでに一部の統治権を譲渡されていたこともあり、皇太子であるカンビュセス2世への政権移譲は滞りなく行われた。カンビュセス2世は紀元前525年に残る大国であるエジプトを征服し、オリエントに広大な統一帝国が誕生することとなった。
キュロスの墓は、王都パサルガダエに築かれた。この陵墓は現在でも残っており、2004年にパサルガダエの都市遺跡の一部として世界遺産に登録された。

## 統治
キュロスの帝国はその当時としては空前絶後の大きさのものであり、それまでのオリエントの4大国であったメディア・リュディア・新バビロニア・エジプトのうち、エジプトを除く3カ国を併呑したうえエラムやフェニキアといった独立勢力や東方の地域までを含むものであった。こうした広大で多様な地域を統治するため、キュロスは王国を20の州に分け、各州ごとにサトラップ（太守）をおいて統治させた。このサトラップ制は、それまでメディア王国において用いられていた制度をそのまま利用したものである。キュロスは宗教に関しては寛容な姿勢を保ち、これはアケメネス朝の統治期を通じ守られた。帝国の公用語はアンシャン時代から引き続きエラム語であり、アケメネス朝一代を通じてそれは変わらなかった。

## 後世の評価

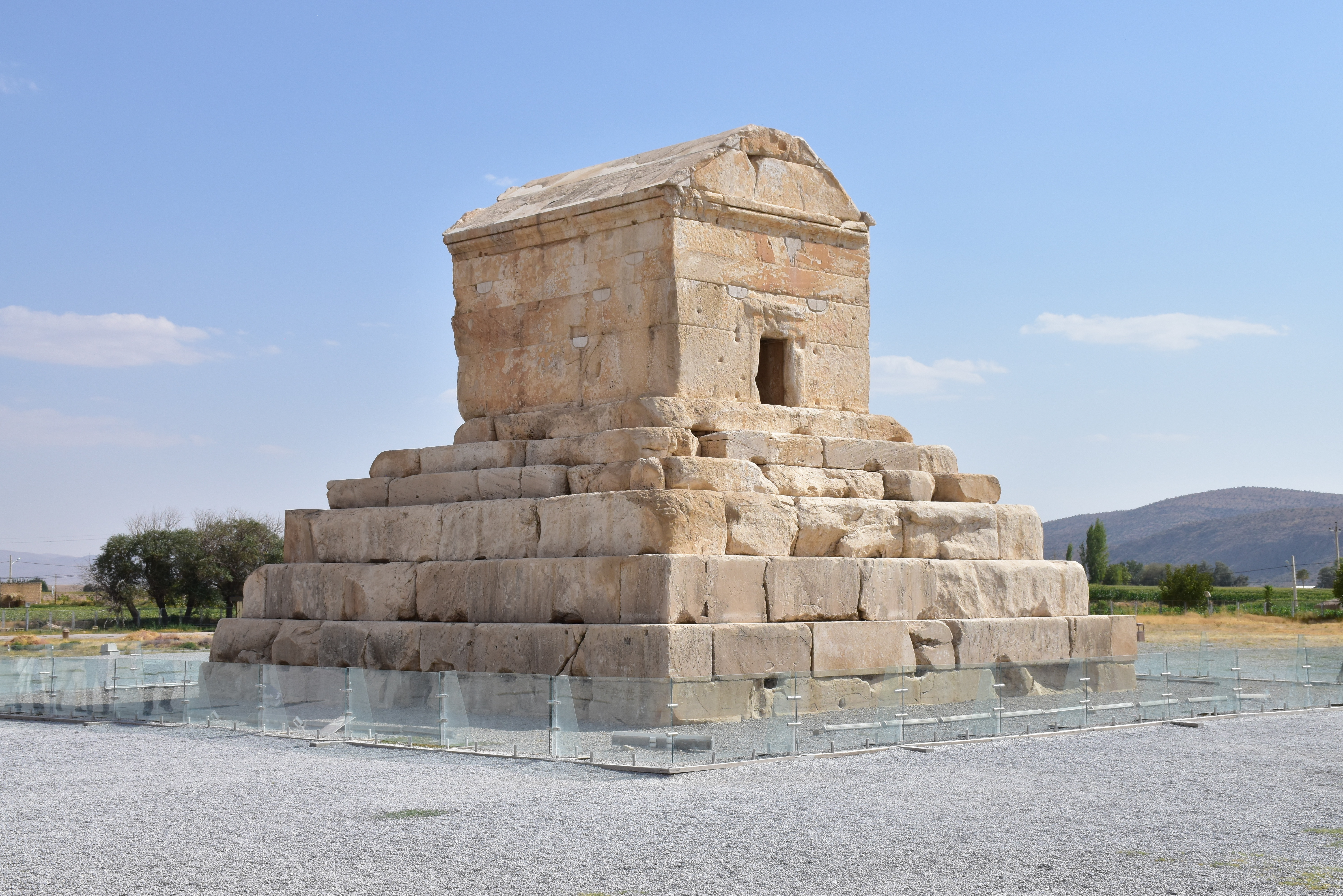
キュロス大王のものと伝えられる墓（パサルガダエ）

ユダヤ人をバビロン捕囚から解放したことで、聖書や哲学者クセノポンの著作（『キュロスの教育』）において高く評価され、キュロスは理想的な君主として東西洋問わずイメージ付けされるようになった。近代に入ると、パフラヴィー朝の皇帝モハンマド・レザー・パフラヴィーはイラン人の民族意識を高揚させる政策を取り、キュロスはペルシア帝国の建国者として賞揚された。キュロスの円筒印章が「世界史上最古の人権宣言」としてさかんに喧伝された。1971年にはキュロスのアケメネス朝建国2500年を記念するという名目でペルセポリスで盛大なイラン建国二千五百年祭典を開催し、パサルガダエのキュロス大王陵にて国王の演説が行われた。またこの時にイラン暦の紀元がキュロス即位時（紀元前559年）に変更されてイラン皇帝暦と名を変え、ヒジュラ暦に代わって国家の公式な暦となった。なお、この暦が正式に施行されたのは翌1976年（皇帝暦2535年）であった。しかしわずか3年後の1979年にイラン革命が起こり、パフラヴィー朝王政の崩壊に伴ってイラン皇帝暦も廃止された。
近年ではイラン民族主義の高揚に伴い、キュロス大王の人気や知名度がイラン人の間で高まるようになり、キュロスがバビロニア軍を撃ち破って古代オリエントを一統したイラン暦の8月7日（グレゴリオ暦10月29日）をイラン民族主義の記念日（キュロス大王の日）にしょうとする動きが盛んになっている。イスラム神権政治を掲げるイラン当局はこうした動きを警戒している。

## 考古資料
キュロスの伝記
キュロスの伝記には、クセノポンによる「キュロスの教育」がある。
タナハ・旧約聖書
タナハの諸書、旧約聖書の『ダニエル書』などに登場する。
コーラン
コーランにも登場する（en:Cyrus the Great in the Quran）。
賢人シュンティパスの書
「パンチャタントラ」「アラビアンナイト」と並ぶ、西アジアまたはインド起源とされる枠物語『シンドバードの書』の中世ギリシア語訳。枠物語に登場する王の名がキューロスである。1080年に東ローマ帝国のアンドレオポーロス（ギリシア語: Μιχαήλ Ανδρεόπουλος 、英語: Michael Andreopoulos）によってシリア語版からギリシア語に翻訳された。

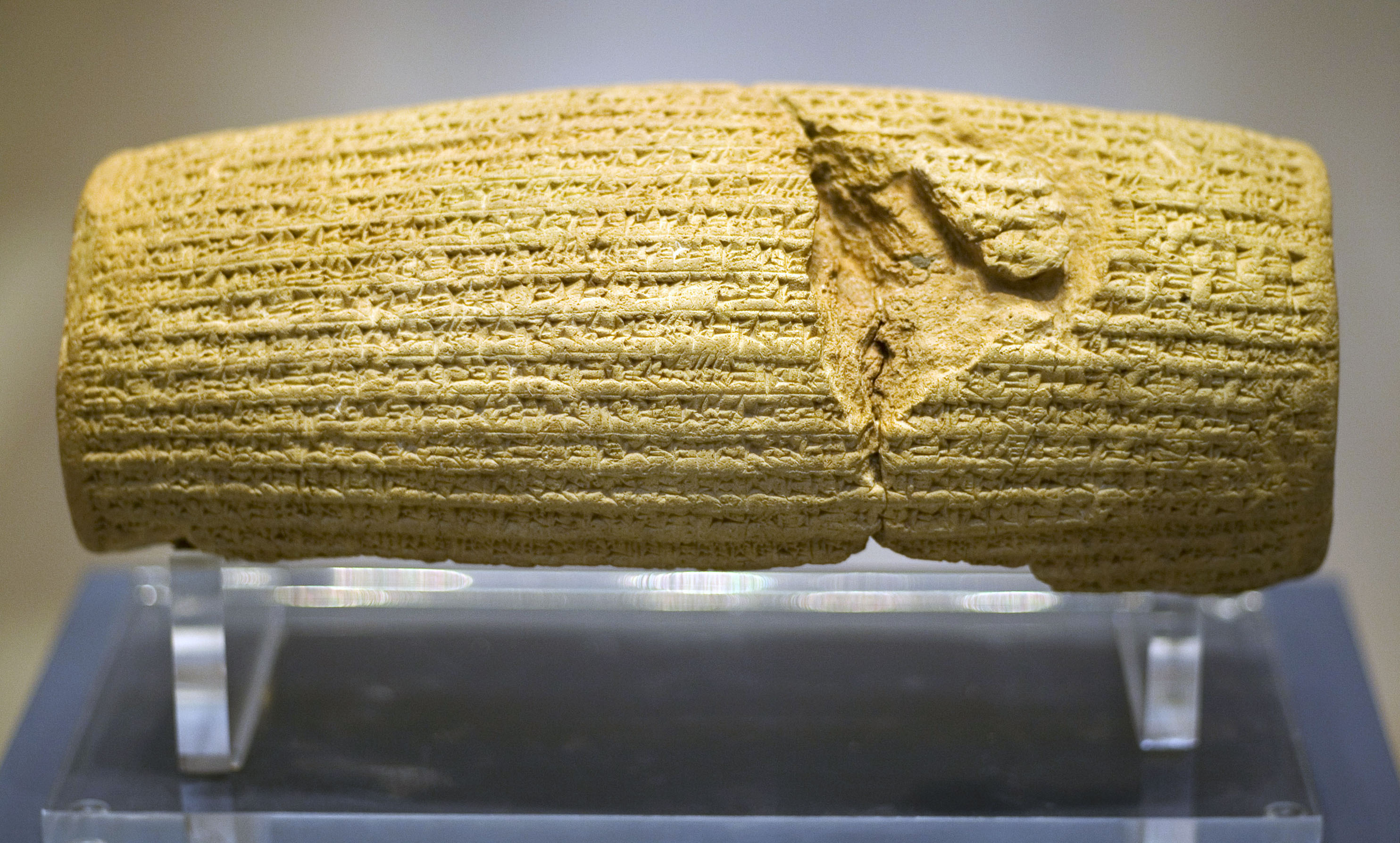
キュロスの円筒印章（前面、大英博物館蔵）

キュロスの円筒印章
大英博物館にはキュロスの円筒印章が所蔵されている。これによれば、キュロスは、紀元前6世紀半ばにメディア、リディア、新バビロニアを滅ぼし、メソポタミアを統一した。この円筒印章には諸民族を解放し、弾圧や圧政を廃し、寛容な支配を推し進めた様が描かれており、人類初の人権宣言とも称される。
ナボニドゥス年代誌、ナボニドゥスの円筒形碑文
新バビロニア帝国の最後の王である、ナボニドゥスの治世を扱っている『ナボニドゥス年代誌』にはエラムの滅亡やバビロン占領後のキュロスの行動が記されている。この他、同時期のものであるナボニドゥスの円筒形碑文においてもキュロスの治世が賞賛された文が記載されており、キュロスの円筒印章を含むこの3つの史料はプロパガンダ的なものであると考えられている。